# 创意专业人士
创意专业人士也被称为创意专家，是指專門從事写作、艺术、设计、戏剧、电视、广播、电影以及開發和設計與市场营销、战略、科研开发、产品等內容有關的教学课程的人。他們從事的工作被統稱為创意工作。由于许多创意工作對這些人來說是第二职业，因此创意专业人士的從業者人數往往估计得不准确。据估计，大约有1000万美国人是创意专业人士。 